# Tommy Younger
Thomas Younger (Edinburgh, 1930. április 10. – Edinburgh, 1984. január 13.) skót válogatott labdarúgókapus. 

## Pályafutása

### Klubcsapatban
Edinburghban született. Pályafutását is szülővárosában kezdte a Hibernian együttesében 1948-ban. Tagja volt annak a csapatnak, amelyik 1951-ben és 1952-ben bajnoki címet szerzett. 1956 és 1959 között a Liverpool kapuját védte. 1959-ben kinevezték a Falkirk játékosedzőjének. 1960-ban a Stoke Cityben játszott. Az 1960–61-es szezonban a Rhyl csapatát erősítette. 1961-ben Kanadában a Toronto Cityben szerepelt. 1961 és 1963 között a Leeds United játékosa volt. 

### A válogatottban
1955 és 1958 között 24 alkalommal szerepelt a skót válogatottban. Részt vett az 1958-as világbajnokságon, ahol a válogatott csapatkapitánya volt. A Jugoszlávia és a Paraguay elleni csoportmérkőzésen kezdőként lépett pályára. Franciaország ellen nem kapott lehetőséget.

## Sikerei, díjai
Hibernian FC
- Skót bajnok (2): 1950–51, 1951–52